# Dariya Zgoba
Dariya Zgoba ou Daria Zgoba (Ivano-Frankivsk, 7 de Novembro de 1989) é uma ginasta ucraniana que compete em provas da ginástica artística. Zgoba fez parte da equipe ucraniana que disputou os Jogos Olímpicos de 2008 em Pequim, China.

## Carreira
Em março de 2005 disputou a etapa da Copa do Mundo de Cottbus, na Alemanha, no qual foi a duas finais; nas barras assimétricas terminou na sexta posição e na trave de equilíbrio terminou na sétima posição. No mês de maio disputou a etapa de Paris na França, onde conquistou a medalha de bronze nas barras assimétricas com a nota 9,375, e ficou com a sezta posição na final da trave de equilíbrio. Em outubro disputou a etapa de Stuttgart, na Alemanha, foi mais uma vez as finais das barras assimétricas e da trave de equilíbrio, onde ficou com a quarta e oitava posição respectivamente.
Em maio de 2006 disputou a etapa de Moscou na Rússia, onde chegou a duas finais, nas barras assimétricas com a nota 15.200 conquistou a medalha de prata, e na trave de equilíbrio ficou com a quarta posição. Em Glasgow, na Escócia em novembro, chegou mais uma vez as finais das barras assimétricas e da trave de equilíbrio, na final das barras assimétricas, com a nota 15,725 conquistou a medalha de prata, e na trave de equilíbrio conquistou sua primeira medalha neste aparelho em campeonatos internacionais como sênior com a nota 15.200. Em dezembro foi disputar a "Super final" da Copa do Mundo em São Paulo nas barras assimétricas, e com a nota 15.150 conquistou a terceira posição e a medalha de bronze na prova.
No ano de 2007 disputou cinco etapas da Copa do Mundo, em Paris (março), Gante (Maio), Xangai (julho), Stuttgart (outubro), Glasgow (novembro), em todas chegou a final das barras assimétricas e em quatro finais na trave de equilíbrio, exceto em Stuttgart. Nas barras assimétricas conquistou uma medalha de ouro em Stuttgart e quatro medalha de prata nas demais etapas, e três medalhas de bronze na trave de equilíbrio. Em maio de 2008 disputou a etapa de Moscou, onde conqusitou a medalha de bronze.
Em europeus, sua estreia foi em junho de 2005. Na edição, disputou o 1º Campeonato Europeu de provas individuais, no qual chegou a finais de duas provas. No individual geral terminou a competição na nona posição com o somatório de 35.274 pontos. Foi também a final das barras assimétricas, onde conquistou sua primeira medalha europeia, a medalha de bronze veio com a nota 9.500.
Em 2006 na edição de Vólos, ela chegou a duas finais, na final por equipes ela ajudou a equipe ucraniana a ficar com quinta posição. Na final das barras assimétricas, ela acabou ficando com uma nota muito baixa, 14.225, que fez ela ficar com a oitava posição e última posição da final.
Na edição de Amesterdão em 2007, ela chegou a final do individual geral e das barras assimétricas. Após se classificar a final na sexta posição, ela obteve um somatório de 55.825 pontos, que deu a ela apenas o décimo-primeiro lugar. Na final das barras assimétricas após se qualificar com a terceira melhor nota, conseguiu a nota 15.775, que lhe deu a primeira posição e sua primeira medalha de ouro europeia.
No começo de 2008, como parte da preparação para os Jogos Olímpicos em Pequim, ela disputou o Campeonato europeu em Clermont-Ferrand, onde chegou a duas finais. Na final por equipes, a sua equipe terminou com a quinta posição somando 175.475 pontos. Mais uma vez ela chegou a final das barras assimétricas, e com a nota 15.625 conquistou sua segunda medalha de bronze em campeonatos europeus.

## Campeonatos Mundiais de Ginástica Artística

### Melbourne
A primeira edição de mundial em que Zgoba participou foi em 2005 em Melbourne, Austrália. Nesta edição ela ficou com a 39ª posição na trave de equilíbrio e nas barras assimétricas, com a 73ª posição no individual geral.

### Aarhus
Em 2006, diputou a edição de Aarhus, na Dinamarca. Nesta edição chegou a final por equipes e no individual geral. Na competição por equipes ajudou a equipe da Ucrânia a terminar a competição na quinta posição com o somatório de 174.250 pontos. No individual geral com um total de 56.925 pontos, terminou a competição na 22ª posição. Na trave de equilíbrio ficou a décima posição na fase qualificatória com a nota 15.300, porém como somente as oito melhores se classificam a final, ela acabou sendo eliminada da competição; com a nota 14.975 ficou com a décima-quinta posição nas barras assimétricas; e no solo terminou a competição na 25ª posição com a nota 14.400.

### Stuttgart
Em 2007, na edição de Stuttgart, Alemanha, disputou seu terceiro mundial. Na disputa por equipes, ajudou a equipe ucraniana a ficar com a nona posição, e classificar a equipe da Ucrânia aos Jogos Olímpicos de 2008. No individual geral somou um total de 56.625 e terminou a competição na 30ª posição. Nas provas individuais por aparelhos, seu melhor resultado foi nas barras assimétricas, onde terminou a competição na nona posição, com a nota 15.525, mas acabando eliminada na fase classificatória.

## Jogos Olímpicos

### Pequim 2008
Em 2008, disputou os Jogos Olímpicos em Pequim, na China. Na fase classificatória, não conseguiu classificar a equipe da Ucrânia a final da competição, mas conseguiu se classificar a final das barras assimétricas. Na final, ela acabou tendo uma boa série, mas acabou tendo uma queda, que fez ela tirar a nota 14.875, e ficando com a oitava e última posição.

## Principais resultados
| Ano  | Evento                                    | Cidade      | AA      | Equipe           | Barras assimétricas | Trave             | Solo     | Salto sobre o cavalo |
| ---- | ----------------------------------------- | ----------- | ------- | ---------------- | ------------------- | ----------------- | -------- | -------------------- |
| 2005 | Campeonato Mundial de Ginástica Artística | Melbourne   | 73º (Q) |                  | 39º                 | 39º               |          |                      |
| 2006 | Campeonato Mundial de Ginástica Artística | Aarhus      | 22º     | 5º               | 15º (Q)             | 10º (Q)           | 25º (Q)  |                      |
| 2007 | Campeonato Mundial de Ginástica Artística | Stuttgart   | 30º (Q) | 9º (Q)           | 9º (Q)              | 35º (Q)           | 102º (Q) |                      |
| 2007 | Universíada                               | Banguecoque |         | Medalha de prata | Medalha de ouro     | 5º                | 4º       |                      |
| 2008 | Jogos Olímpicos                           | Pequim      | 81º (Q) | 11º (Q)          | 8º                  |                   |          |                      |
| 2009 | Universíada                               | Belgrado    |         | 5º               | 5º                  | Medalha de bronze |          |                      |